# 상주적십자병원
상주적십자병원(尙州赤十字病院, Sangju Red Cross Hospital)은 경북 서북부지역의 공공의료기관으로서 건강한 지역사회를 만들기 위해 대한민국 보건복지부 산하 대한적십자사에서 운영하는 병원이다. 경상북도 상주시 상서문로 53 (남성동 33-27)에 위치하고 있다.

## 연혁
- 1955년 대한적십자사 경북지사 대구적십자병원 상주분원 설치
- 1957년 상주적십자병원 개원

## 진료 과목
내과, 신경과, 외과, 정형외과, 신경외과, 마취통증의학과, 산부인과, 소아청소년과, 이비인후과, 비뇨기과, 영상의학과, 진단검사의학과, 가정의학과